# La Clairvoyance du père Brown
La Clairvoyance du père Brown (The Innocence of Father Brown) est un recueil de douze nouvelles policières de G. K. Chesterton qui met en scène son détective catholique, le père Brown. L'ouvrage est paru chez l’éditeur Cassell and Co., à Londres, Angleterre, en juillet 1911. L'édition originale était illustrée par Sidney Seymour Lucas.
Ce sont les premières enquêtes du père Brown. Elles sont d'abord publiées dans les magazines mensuels The Story-Teller et The Cassell's Magazine, en Angleterre, et dans le journal The Saturday Evening Post, aux États-Unis, entre septembre 1910 et juillet 1911.
Dans le recueil, Chesterton modifie volontairement l'ordre chronologique de parution des nouvelles dans les magazines.

## Contenu du recueil
Le recueil The Innocence of Father Brown (La Clairvoyance du père Brown) regroupe les nouvelles suivantes :
1. The Blue Cross, publiée dans The Story-Teller, septembre 1910 (La Croix bleue)
2. The Secret Garden, publiée dans The Story-Teller, octobre 1910 (Le Jardin secret)
3. The Queer Feet, publiée dans The Story-Teller, novembre 1910 (Les Pas étranges)
4. The Flying Stars, publiée dans The Cassell's Magazine, juin 1911 (Les Étoiles filantes)
5. The Invisible Man, publiée dans The Cassell's Magazine, février 1911 (L'Homme invisible)
6. The Strange Justice ou The Honour of Israel Gow, publiée dans The Cassell's Magazine, avril 1911 (L'Honneur d'Israël Gow)
7. The Wrong Shape, publiée dans The Story-Teller, janvier 1911 (La Mauvaise Forme)
8. The Sins of Prince Saradine, publiée dans The Cassell's Magazine, février 1911 (Les Péchés du prince Saradine)
9. The Hammer of God, publiée dans The Story-Teller, décembre 1910 (Le Marteau de Dieu)
10. The Eye of Apollo, publiée dans The Cassell's Magazine, février 1911 (L'Œil d'Apollon)
11. The Sign of the Broken Sword, publiée dans The Story-Teller, février 1911 (L'Épée brisée)
12. The Three Tools of Death, publiée dans The Cassell's Magazine, juillet 1911 (Les Trois Instruments de la mort)

## Honneur
La Clairvoyance du père Brown occupe la 57e place au classement américain des cent meilleurs livres policiers établi en 1995 par l'association des Mystery Writers of America.

## Édition française
- The Innocence of Father Brown (1911) Publié en français sous le titre La Clairvoyance du père Brown[1], traduction d'Émile Cammaerts, Paris, Éditions Perrin, 1919 ; réédition, Paris, Christian Bourgois éditeur, coll. P.J. «bis», 1971 ; réédition, Paris, Le Cercle du bibliophile, coll. Les Chefs-d’œuvre du roman policier, 1974 ; réédition, Paris, 10/18 no 1562, 1983 ; réédition, Paris, France Loisirs, 2002 ; réédition de la même traduction entièrement révisée par Anne Guillaume dans Les Enquêtes du père Brown, Paris, Éditions Omnibus, 2008 ; nouvelle traduction (2016) parue sous le titre "L'Innocence du père Brown", format numérique (Kindle : https://www.amazon.fr/LInnocence-p%C3%A8re-Brown-Gilbert-Chesterton-ebook/dp/B07DYWFVYR) .